# Fyre Dept.
Fyre Dept ist ein Produzentenduo, bestehend aus Adam Deitch und Eric Krasno.

## Titel
Ihre Songs sind auf zwei der größten Platten des Jahres 2007 zu hören: "My Gun Go Off", das auf dem Album Curtis von 50 Cent zu finden ist, und "The Nature" von Talib Kweli und Justin Timberlake, das auf Talibs Album Eardrum zu hören ist. Das Duo hat "The Nature" gemeinsam mit Justin Timberlake produziert, der auch auf dem Track zu hören ist. Eardrum debütierte auf Platz 2 in den Billboard-Charts. Das Duo produzierte auch mehrere Tracks auf Alben von Redman (Red Gone Wild, Def Jam) und Xzibit (Full Circle, Koch).

## Bands
Eric Krasno (Soulive) und Adam Deitch (Schlagzeuger für Wyclef Jean, John Scofield usw.) kombinieren Live-Instrumentierung mit modernen Produktionstechniken. Obwohl Krasno und Deitch beide eine Vielzahl von Instrumenten spielen, haben sie eine Crew von New Yorker Instrumentalisten zusammengestellt, die von klassischen Streichern bis zu Bläsern reicht. Beim Produzieren verlassen sie sich nur selten auf Samples, sondern ziehen es vor, Live-Musiker einzusetzen. Fyre Dept. begleiteten GZA vom Wu-Tang Clan auf Tour und haben auch schon Talib Kweli, Pharoahe Monch, Black Thought, The Beatnuts, Chali 2na, Jean Grae, J-Live, Slick Rick und KRS-One unterstützt.

## Werdegang
Eric Krasno ist Gründungsmitglied und Gitarrist der Soul-Rock-Band Soulive. Soulive hat Platten für die Velour Music Group und Blue Note veröffentlicht und ist derzeit bei dem wiederbelebten Label Stax Records unter Vertrag. Krasno ist mit Soulive national und international auf Tournee gegangen und hat für Bands wie die Rolling Stones und die Dave Matthews Band eröffnet.
Adam Deitch arbeitet genreübergreifend und konzentriert sich auf Hip-Hop, Funk und Jazz, wobei er sowohl als Schlagzeuger als auch als Produzent tätig ist. Er hat als Schlagzeuger für Künstler wie Justin Timberlake, Daniel Bedingfield, Anthony Hamilton, DJ Quik und Wyclef Jean and the Fugees gearbeitet. Deitch tourte um die Welt und machte Aufnahmen als Mitglied der Grammy-nominierten John Scofield Band, von Lettuce, Pretty Lights, der Average White Band, The Fugees, Wyclef Jean, Me'shell Ndegéocello und seinem eigenen Adam Deitch Project.